# Leucon socius
Leucon socius är en kräftdjursart som först beskrevs av Bishop 1981.  Leucon socius ingår i släktet Leucon och familjen Leuconidae. Inga underarter finns listade i Catalogue of Life.